# Горній Врх
Горній Врх (словен. Gornji Vrh) — поселення в общині Шмартно-при-Літії, Осреднєсловенський регіон, Словенія. 
Висота над рівнем моря: 503,1 м.